# مقلد شیطان
مقلد شیطان فیلمی به کارگردانی و تهیه‌کنندگی افشین صادقی و نویسندگی حمید نعمت‌الله ساخته سال ۱۳۸۵ است که در ۱۳ مرداد ۱۳۸۹ بر روی پرده سینما رفته‌است.

## خلاصه فیلم
تبهکاری به نام جمشید سیف که با دقت و حوصله از سوژه‌های خود عکس و مدارکی را تهیه می‌کند، با تهدید آنها مبنی بر برملاشدن مدارک مورد نظر همکاری و هم یاریشان را در انجام اعمال پلیدش جلب می‌کند. مدیر بازرگانی یک شرکت آخرین سوژه اوست.